# Promises, Promises

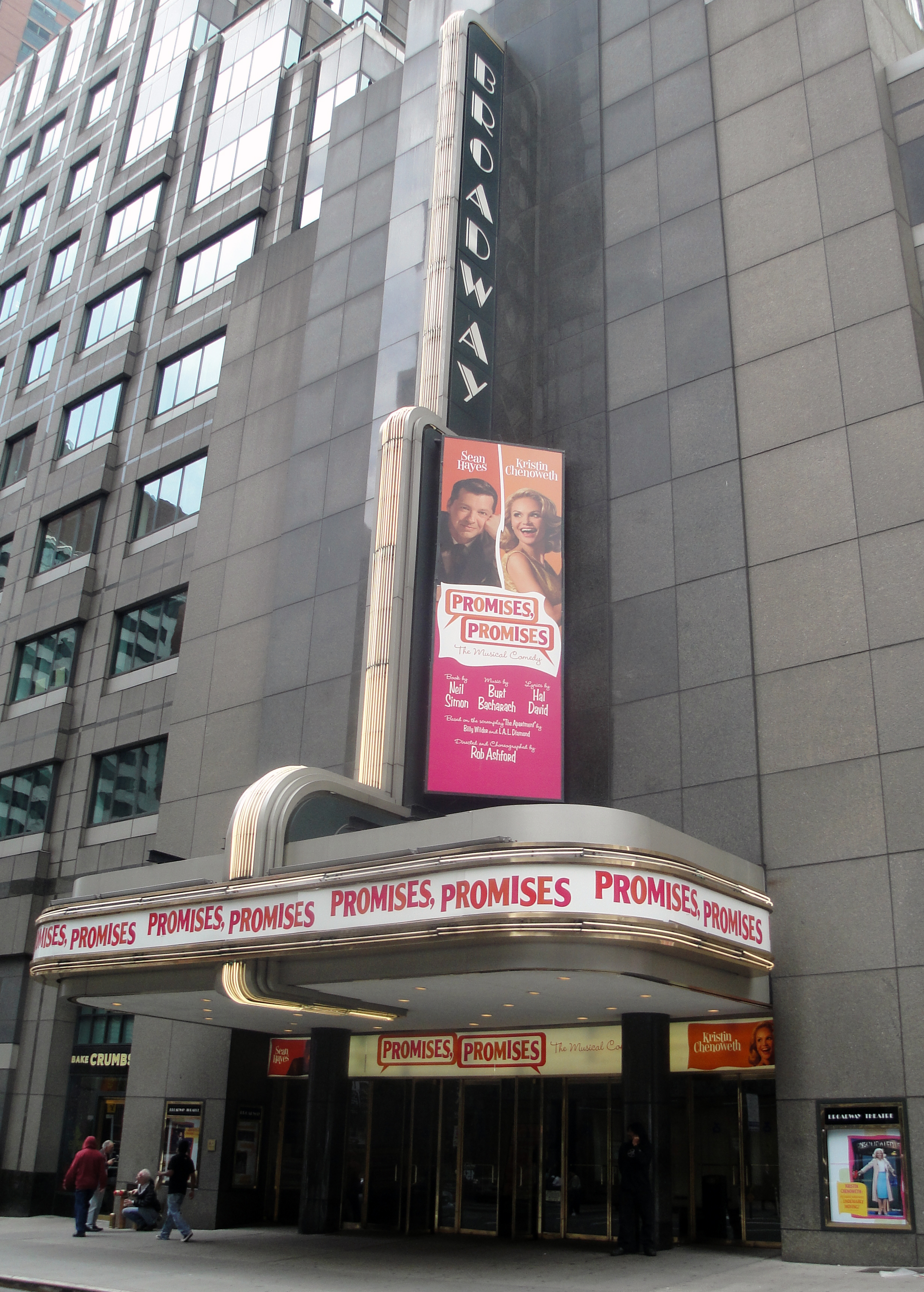
Promises, Promises wurde auch am Broadway in New York aufgeführt.

Promises, Promises (deutsch Das Appartement) ist ein Musical von Burt Bacharach, die Liedtexte sind von Hal David, das Buch stammt von Neil Simon nach dem Film Das Appartement von Billy Wilder und I. A. L. Diamond. Das Musical wurde produziert von David Merrick. Die Uraufführung fand am 1. Dezember 1968 im Shubert Theatre in New York statt. Mit 1281 Aufführungen war das Musical ein sehr großer Erfolg. Es ist Bacharachs einziges Musical.
Premiere im Londoner West End war am 2. Oktober 1969 im Prince of Wales Theatre.
 Die deutschsprachige Erstaufführung war am 16. April 1970 im Theater des Westens in Berlin. Die deutsche Übersetzung ist von Werner Wollenberger (Dialoge) und Charly Niessen (Liedertexte).

## Handlung
Mittlerweile hat Chuck Baxter, Buchhalter bei der Continental-Versicherungsgesellschaft, sein Appartement vier Chefs, sozusagen als Stundenhotel, zur Verfügung gestellt, wovon er sich ein berufliches Weiterkommen verspricht. Seine „freien“ Abende muss er nun in Kinos, Museen, Bars oder sogar an der frischen Luft verbringen. Als der Personalchef Sheldrake von diesen Arrangements erfährt, möchte dieser gerne Chucks Appartement alleine nutzen. Das bringt Chuck endlich die ersehnte Beförderung.
Aus Kooperation wird aber Verweigerung, als er erfährt, dass Sheldrake eine Affäre mit Chucks heimlicher Liebe Fran Kubelik hat und diese auch noch versucht hat, sich in seiner Wohnung das Leben zu nehmen.

## Bekannte Musiknummern
- Knowing When to Leave
- I’ll Never Fall In Love Again
- Promises, Promises